# Ribellioni canadesi del 1837-1838

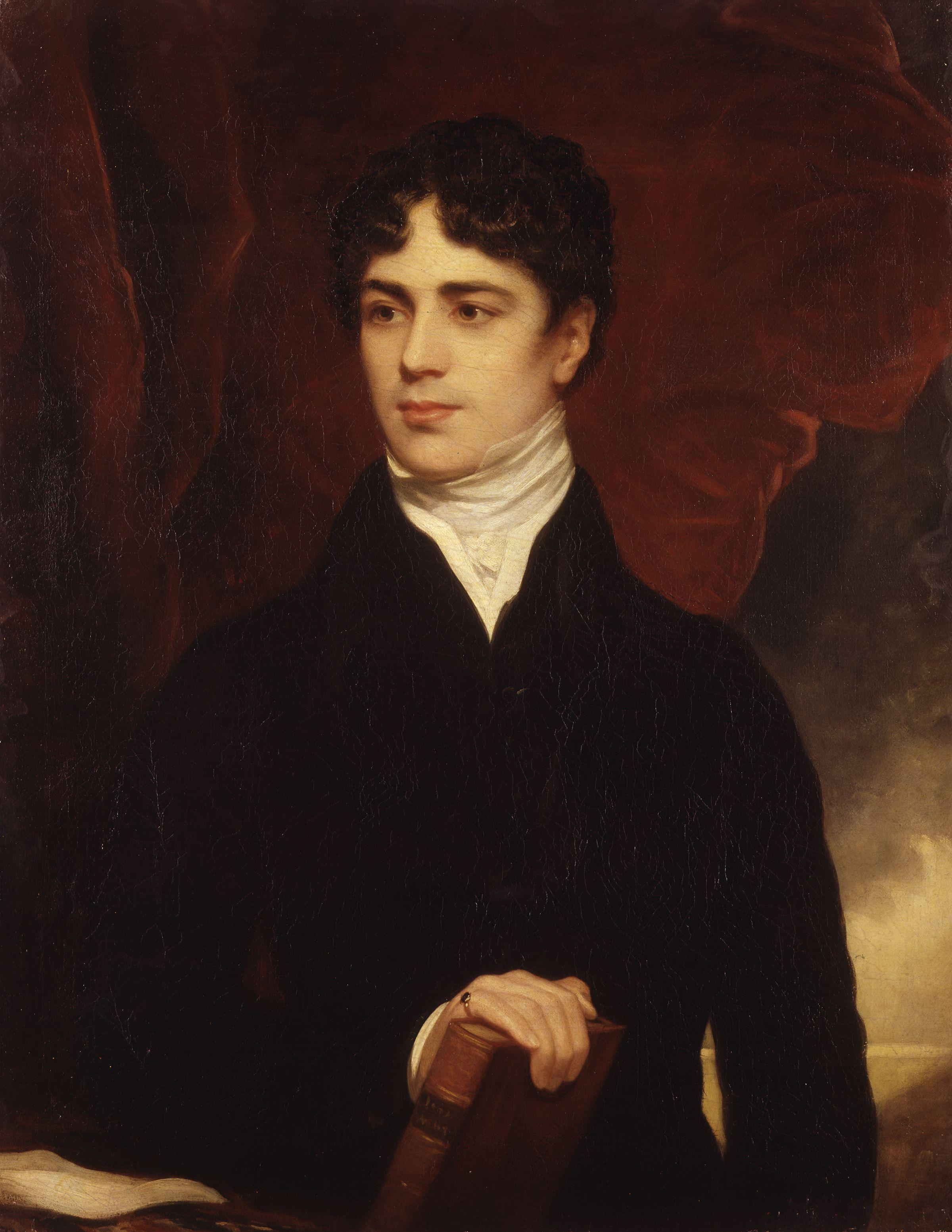
Lord Durham, olio su tela di Thomas Phillips.

Le ribellioni canadesi del 1837-1838 furono un conflitto sorto fra i coloni del Basso e dell'Alto Canada e le autorità governative delle due colonie britanniche. Entrambe le rivolte erano dovute alla frustrazione per le riforme politiche. Uno scopo chiave condiviso era un governo responsabile, che fu poi ottenuto in seguito. 
Le ribellioni condussero direttamente al Rapporto sulle questioni del Nord-America britannico, redatto da Lord Durham, e alla Legge di Unione del 1840, che riformò parzialmente le province britanniche del Nord-America in un sistema unitario, e infine condusse alla Legge costituzionale del 1867, che creò il Canada e il suo Governo.

## Contesto atlantico
Alcuni storici contestano che le rivolte del 1837 debbano essere viste nel contesto più ampio delle Rivoluzioni atlantiche del tardo XVIII secolo e del primo XIX. La rivoluzione americana del 1775-1783, la Rivoluzione francese del 1789-1799, la Rivoluzione haitiana del 1789–1804, la Rivolta irlandese del 1798 e le ribellioni nell'America Spagnola del 1810–25 erano ispirate da ideali repubblicani, ma se i ribelli fossero riusciti a sbarazzarsi della Corona rimane un argomento ancora sottoposto al dibattito storico. I Cartisti britannici perseguivano lo stesso scopo democratico.

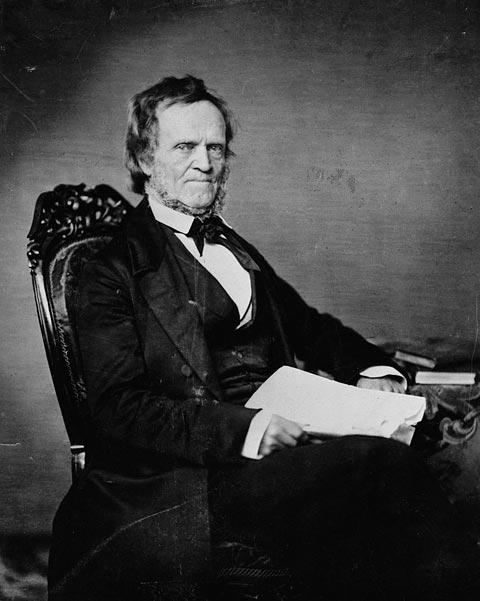
William Lyon Mackenzie

Gli storici tesero a vedere le due rivolte canadesi e la successiva guerra dei patrioti, come casi isolati, senza alcuna relazione una con l'altra e senza riferimenti allo slancio repubblicano che esse condividevano Recenti riconsiderazioni hanno posto in evidenza che questa fu una dimenticanza voluta da parte dei Riformatori dopo le ribellioni, poiché essi tentarono di ripudiare l'esplicito repubblicanismo di William Lyon Mackenzie, ancora tendente a un accettabile indirizzo verso l'indipendenza nazionale sotto forma di "governo responsabile". Ducharme (2006) pone la ribellione del 1837 nel contesto delle rivoluzioni atlantiche. Egli sostiene che i riformatori canadesi presero ispirazione dal repubblicanismo della rivoluzione statunitense.
I ribelli credevano che il diritto dei cittadini a partecipare al processo politico attraverso l'elezione di rappresentanti fosse il diritto più importante ed essi cercarono di creare un Consiglio eletto invece che uno nominato. Le rivolte nell'Alto e nel Basso Canada scoppiarono dopo che furono manipolate le elezioni dell'Assemblea Legislativa del 1836. L'Esercito britannico soffocò le rivolte, ponendo fine a ogni possibilità che i due Canada diventassero repubbliche. Alcuni storici vedono dei legami alla cartistica rivolta di Newport del 1839 nel Galles, repressa dal cugino di Sir Francis Bond Head, Sir Edmund Walker Head.

## Rivolte

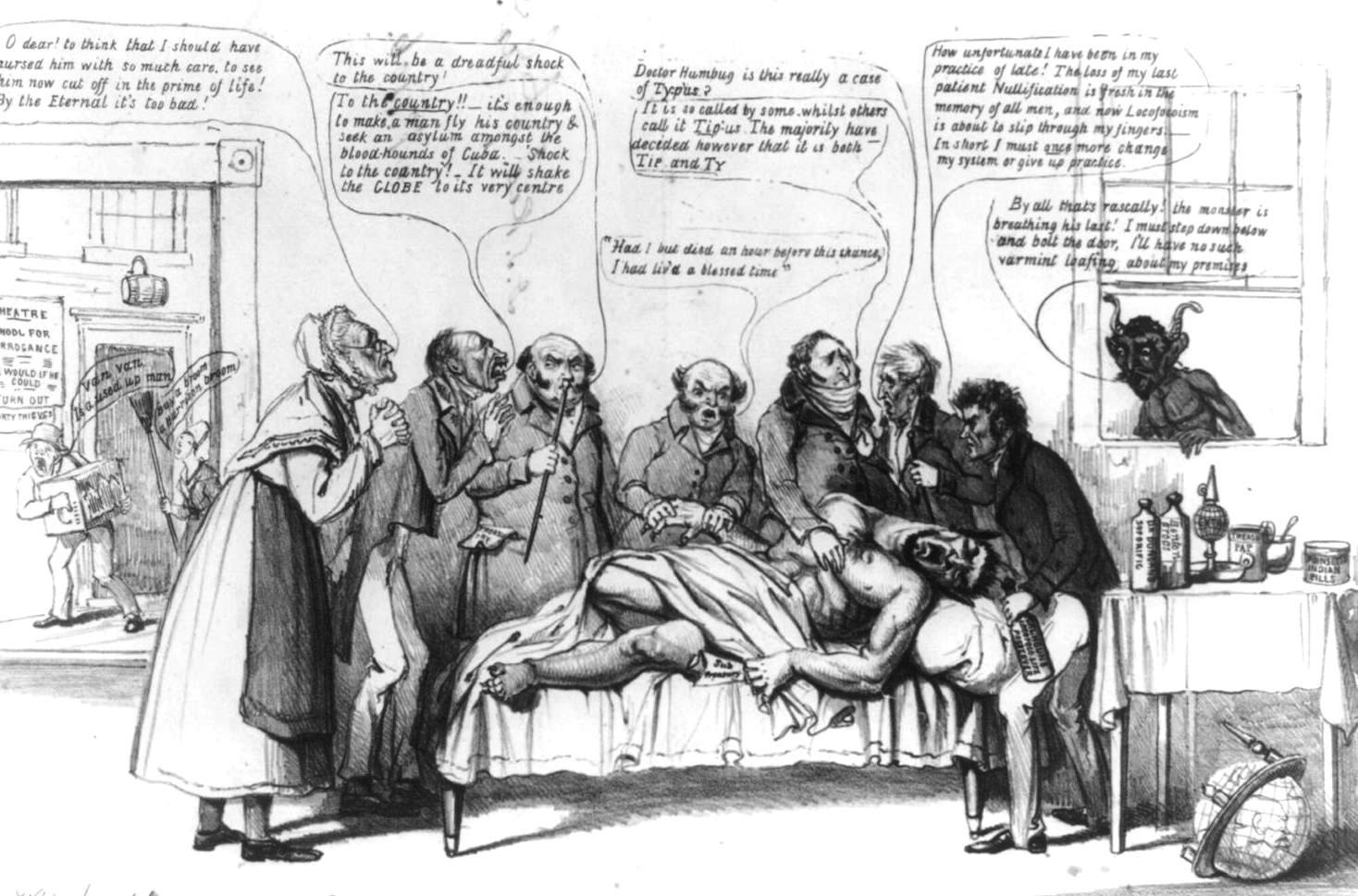
Manifesto che celebrava la fine dei "Locofocos"

Vi furono due tipi di rivolte nell'Alto e nel Basso Canada. Molti rivoltosi (compreso Mackenzie) fuggirono negli Stati Uniti. Mackenzie fondò un'effimera «Repubblica del Canada» nella Navy Island sul fiume Niagara, ma si ritirò poco dopo dal conflitto armato. Charles Duncombe e Robert Nelson, al contrario, si diedero da fare per formare una milizia americana, la Hunters' Lodge/Frères chasseurs, che organizzò una convention a Cleveland nel settembre 1838 per dichiarare un'altra Repubblica del Basso Canada. Gli Hunters' Lodges divennero I membri americani del radicale Partito degli Uguali Diritti (Equal Rights Party) o "Locofocos". Questa organizzazione lanciò la guerra dei patrioti, che fu chiusa con l'aiuto del governo statunitense. La incursioni non terminarono finché i ribelli e gli Hunters non furono sconfitti nella battaglia decisiva di Windsor, un anno dopo la prima sconfitta vicino alla Taverna di Montgomery.

### Similitudini
Le costituzioni dell'Alto e del Basso Canada differivano molto fra loro ma condividevano la base sul principio della "monarchia mista" – un equilibrio tra monarchia, aristocrazia e democrazia.
Le colonie non avevano un'aristocrazia e videro i loro Consigli Legislativi non-elettivi dominati da oligarchie locali che controllavano i commerci locali e le istituzioni dello stato e della religione. Nel Basso Canada esse erano note come Château Clique mentre nell'Alto Canada come Family Compact. Entrambe le oligarchie erano affiliate ai più ampi partiti di ispirazione "Tory" ed erano contrastati da un'opposizione riformatrice che chiedeva un governo radicalmente più democratico di quello esistente in ogni colonia.
I governi in entrambe le province erano visti dai Riformatori come illegittimi. Nel Basso Canada conflitti acuti tra elementi eletti e nominati della legislatura portarono a un arresto dell'attività legislativa, lasciando che i Tory imponessero le Dieci Risoluzioni di Lord Russell, che gli permisero di governare senza una elezione ufficiale.
Nell'Alto Canada le elezioni del 1836 furono compromesse da violenze politiche e frodi organizzate dal nuovo Luogotenente Governatore Sir Francis Bond Head. William Lyon Mackenzie e Samuel Lount persero i loro seggi. I Tory approvarono una legge che consentiva loro di mantenere i seggi contro la pratica consueta di scioglimento della Camera quando moriva il re (Guglielmo IV morì il 20 giugno 1837).

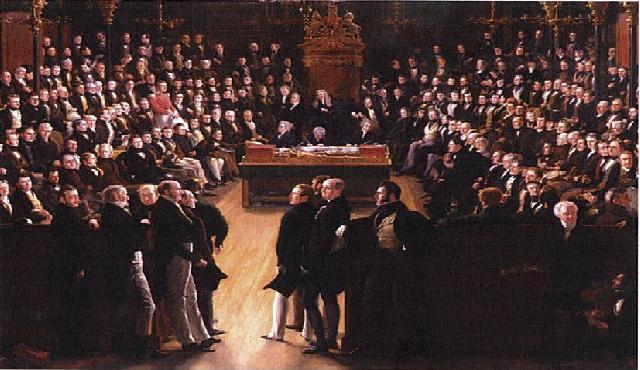
Dettaglio dal dipinto che commemora l'approvazione della Legge della Grande Riforma del 1832: rappresenta la prima sessione nella nuova Camera dei Comuni del 5 febbraio 1833 tenutasi nella cappella di Santo Stefano che fu distrutta da un incendio nel 1834. Autore: Sir George Hayter (1792-1871)

Nel mezzo della crisi di legittimità, l'economia Atlantica cadde in recessione, con il maggior impatto sui coltivatori, che a mala pena sopravvissero al diffuso crollo dei raccolti negli anni 1836–37, e che ora si trovarono ad affrontare le cause giudiziarie intentate loro dai mercanti che cercavano di farsi pagare i vecchi debiti. Il collasso del sistema finanziario internazionale mise in pericolo i commerci e le banche locali, lasciando un gran numero di soggetti in estrema povertà.
In risposta, i Riformatori organizzarono in ogni provincia delle unioni politiche di indirizzo democratico radicale. Al movimento Unione Politica in Gran Bretagna fu attribuita l'approvazione della  Legge della Grande Riforma del 1832. Nel Basso Canada i Patrioti organizzarono la Société des Fils de la Liberté ("Sons of Liberty"). William Lyon Mackenzie contribuì all'organizzazione della Toronto Political Union nel luglio del 1837. Entrambe le organizzazioni divennero veicolo per la preparazione di proteste e infine per la ribellione. Quando la situazione nel Basso Canada divenne critica, gli inglesi vi concentrarono le loro truppe, rendendo palese che stavano progettando di usare le armi contro i Patrioti. Rimasto l'Alto Canada sguarnito di truppe si aprì un'opportunità per una rivolta.

### Differenze
Fin dai tempi del Rapporto di Lord Durham sulle Rivolte la ribellione del Basso Canada era stata attribuita alle tensioni tra Inglesi e Francesi, si ritenne che il conflitto fosse "razziale" e, di conseguenza, esso fosse più duro che il conflitto che disturbava l'Alto Canada inglese. Benché vera, questa interpretazione sottostimava i sentimenti repubblicani dei Patrioti.
La rivolta del Basso Canada fu ampiamente sostenuta dalla popolazione a causa della subordinazione economica e politica dei Canadesi di lingua francese, provocando azioni di massa per lungo tempo quali boicottaggi, scioperi e sabotaggi. Questo condusse a dure repressioni punitive come l'incendio di interi villaggi, rapine e altre forme di umiliazione psicologica. da parte delle truppe e delle milizie governative, che erano state concentrate nel Basso Canada per affrontare la crisi. Per contrasto la ribellione dell'Alto Canada non fu così ampiamente sostenuta dalla popolazione locale, fu rapidamente sedata da un relativamente basso numero di milizie pro governative e da volontari e di conseguenza fu in confronto meno diffusa e brutale.

## Conseguenze

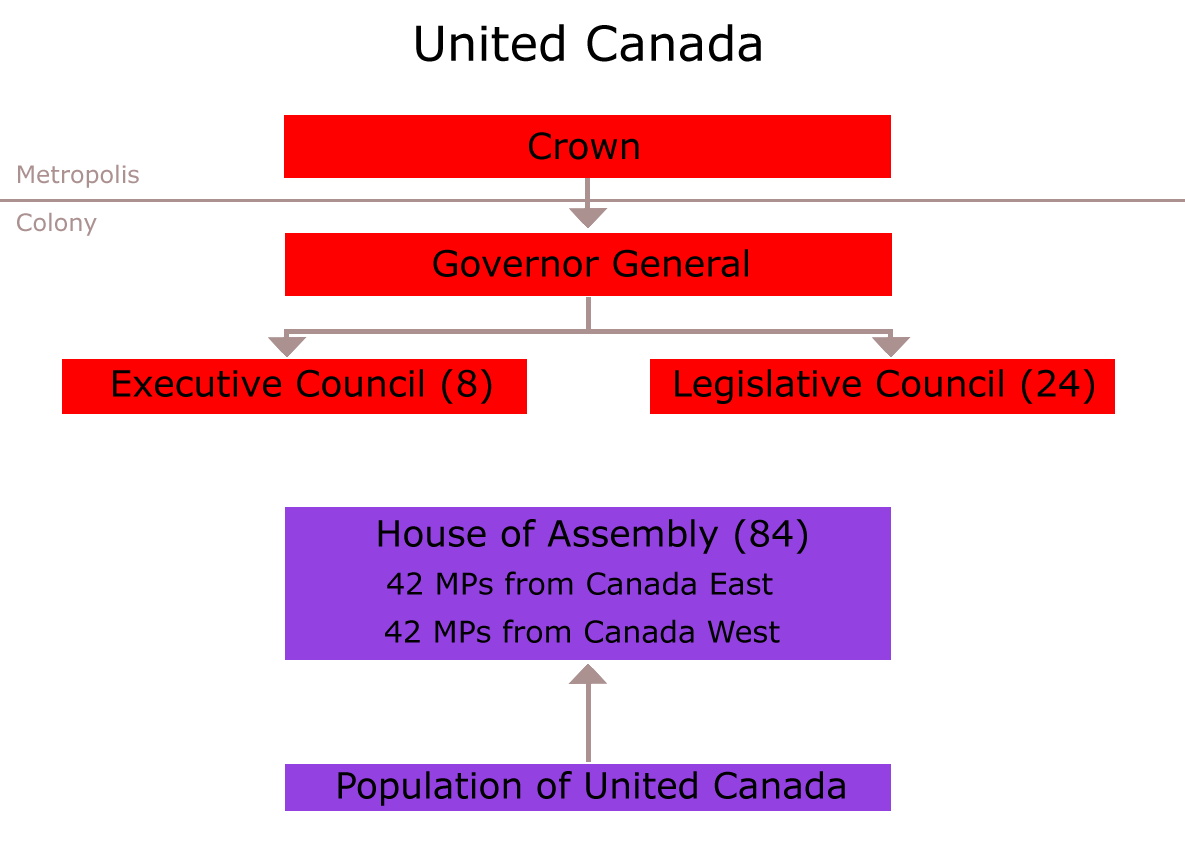
Struttura di Governo della Provincia del Canada in base alla Legge di Unione del 1840, poco dopo le rivolte, con il Basso e l'Alto Canada riuniti in un'unica provincia.

I ribelli che erano stati arrestati nell'Alto Canada a seguito dell'insurrezione del 1837 furono posti sotto processo e molti furono ritenuti colpevoli di insurrezione contro la Corona. Una delle punizioni più gravi fu la condanna a vita di 100 canadesi ribelli e simpatizzanti americani nelle colonie penali australiane. Molti furono impiccati pubblicamente, in particolare Samuel Lount e Peter Matthews. L'esecuzione dei ribelli ebbe luogo nella Piazza del Tribunale, tra questo e le nuove prigioni.
Le radici del risentimento nell'Alto Canada non erano tanto contro i lontani legislatori in Gran Bretagna, ma piuttosto contro la corruzione e le ingiustizie dei politici locali, la cosiddetta "Family Compact". I ribelli non erano del tutto convinti poiché i loro punti di vista erano allineati al liberalismo degli Stati Uniti e ciò era causa di offesa ai valori Tory delle colonie canadesi. Piuttosto, come rivela nell'amministrazione della giustizia il Chief Justice Sir John Robinson, una giustificazione alla John Locke fu data per la condanna dei prigionieri, e non una alla Edmund Burke: la Corona, come protettrice della vita, della libertà e prosperità dei suoi sudditi, poteva "legittimamente esigere lealtà alle sue autorità". Robinson aggiunse che coloro che preferivano la repubblica alla monarchia erano liberi di emigrare e quindi i partecipanti alle ribellioni erano colpevoli di tradimento.

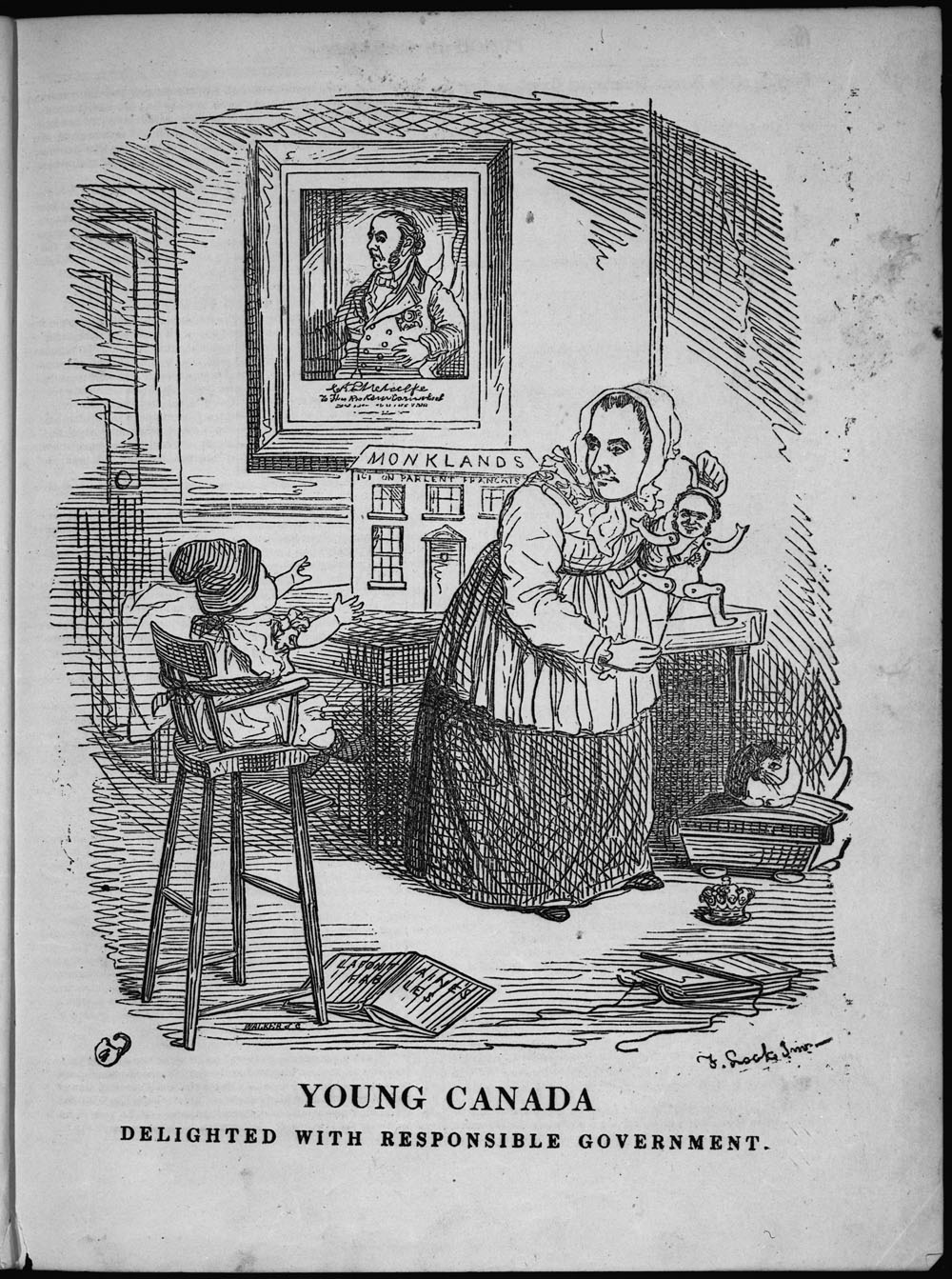
Manifesto politico dal Punch dell'establishment del governo responsabile in Canada nel 1849.

Dopo la fine della ribellione più riformatori moderati, quali i colleghi politici Robert Baldwin e Louis-Hippolyte Lafontaine, guadaganrono in credibilità come voci alternative a quelle radicali. Essi diedero prova della loro influenza quando il governo britannico inviò Lord Durham, un eminente riformatore, a indagare le cause dei disordini. Tra le raccomandazioni contenute nel suo rapporto vi fu quella dell'istituzione di un governo responsabile per le colonie, una delle richieste originali dei ribelli (che fu accolta solo nel 1849). Durham raccomandò anche di fondere Alto e Basso Canada in un'unica entità politica (Atto di Unione del 1840), che divenne il nucleo per il Canada di oggi. 

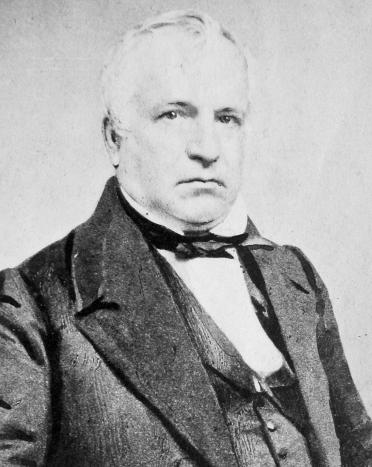
Louis-Hippolyte Lafontaine, ritratto da William Notman nel 1865

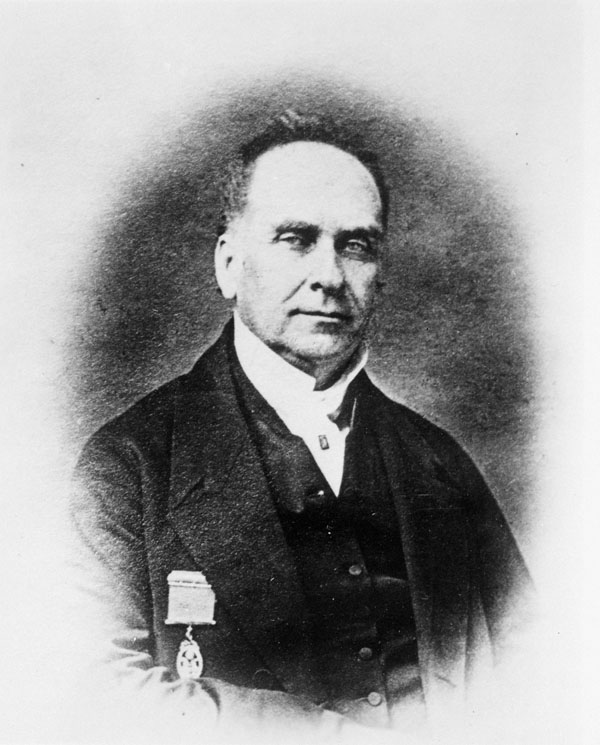
Robert Baldwin

In modo più controverso, egli raccomandò un'assimilazione culturale, sponsorizzata dal governo, dei canadesi francofoni alla lingua e alla cultura inglese. In effetti, l'unione fra Alto e Basso Canada fu intesa per assumere una qualche forma di autogoverno lontano dai franco-canadesi, costringendoli a divenire una parte minoritaria della nuova, più ampia, unità politica.
In termini geopolitici la rivolta e la conseguente Guerra dei Patrioti, alterò il panorama dei rapporti tra Britannici e autorità coloniali d'oltremanica da una parte e il governo americano dall'altra. Entrambe le nazioni si erano dedicate a una politica di pacificazione a causa dell'incipiente crisi finanziaria e a un senso di svantaggio percepito, che entrambe sentivano. Entrambe erano legittimamente coinvolte nella distruzione nelle relazioni che le idee radicali potevano fomentare mediante ulteriori rivolte e incursioni. Un livello di cooperazione senza precedenti ebbe luogo nei circoli militari e diplomatici. Poiché le rivolte erano ben lontane da trattarsi di eventi solo nazionali, l'amministrazione statunitense del presidente Martin Van Buren poté solo scegliere di attuare misure di mitigazione sul suolo americano per prevenire una spirale militare. Allorché le rivolte si evolvettero nella Guerra dei Patrioti, esse contribuirono alla costruzione dei rapporti più recenti fra Inglesi e Americani e fra Americani e Canadesi.

## Legato
Nel 1937, esattamente un secolo dopo le Ribellioni, i nomi di William Mackenzie e di Louis-Joseph Papineau furono associati al battaglione di volontari, soprannominato Mac-Paps ma non ufficialmente riconosciuto, che combatté dalla parte repubblicana durante la guerra civile spagnola. In memoria della loro eredità il gruppo combatté con il grido di battaglia «Lo Spirito del 1837 vive ancora!».

### Fonti primarie
- Greenwood, F. Murray, and Barry Wright (2 vol 1996, 2002) Canadian state trials – Rebellion and invasion in the Canadas, 1837–1839 Society for Canadian Legal History by University of Toronto Press, ISBN 0-8020-0913-1

### Altre
- Brown, Richard. Rebellion in Canada, 1837–1885: Autocracy, Rebellion and Liberty (Volume 1) ((2012) excerpt volume 1; Rebellion in Canada, 1837–1885, Volume 2: The Irish, the Fenians and the Metis (2012) excerpt for volume 2
- Michel Ducharme, Closing the Last Chapter of the Atlantic Revolution: The 1837–38 Rebellions in Upper and Lower Canada (PDF), in Proceedings of the American Antiquarian Society, vol. 116, n. 2, 2006,  pp. 413-430.
- Tom Dunning, The Canadian Rebellions of 1837 and 1838 as a Borderland War: A Retrospective, in Ontario History, vol. 101, n. 2, 2009,  pp. 129-141.
- Allan Greer,  The patriots and the people: the rebellion of 1837 in rural Lower Canada ] University of Toronto Press, ISBN 0-8020-6930-4 (2003) excerpt and text search
- Joseph Schull, Rebellion: The Rising In French Canada, 1837 (1996)